# ホームタウン 〜僕らの再会〜
『ホームタウン 〜僕らの再会〜』（ホームタウン ぼくらのさいかい、October Road）は、2007年春から2008年春にかけてアメリカ合衆国のABC系列で放送されたテレビドラマ。
日本ではAXNが2010年10月から字幕版のみで、日本独占放送を開始した。

## ストーリー
マサチューセッツ州の小さな田舎町ナイツリッジで育ったニックは、高校卒業後、ほんの６週間のヨーロッパ旅行に出たはずだったが、そのまま故郷へ戻らず、恋人や親友との連絡も絶っていた。10年後、ニューヨークに住んでいたニックは、自伝的な小説がベストセラーとなるが、次作の筆がなかなか進まなかった。それを見かねたエージェントが、ニックのために、故郷の大学で1日講習を行う手はずを整える。
ところが、故郷では、友人たちだけでなく、家族でさえ、ニックを歓迎してはくれなかった。なぜなら、彼のベストセラー本は、名指しさえしなかったものの、故郷の人々を勝手にネタにして書いたものだったからである。彼らは、10年前にふいに姿を消したニックに対する複雑な思いを抱きながらも、それぞれの人生を築いていた。そして、元恋人のハンナにはなんと、10歳になる息子（サム）がいた。さらに半同棲している彼氏も。
ニックは故郷の大学講師として呼ばれ、働く事に。そしてハンナにまた恋する。

## 主な登場人物
ニック・ギャレット
ブライアン・グリーンバーグ
ハンナ
ローラ・プレポン
サム
スレイド・ピアース
オーウェン
ブラッド・ウィリアム・ヘンケ
アイキー
エヴァン・ジョーンズ
エディ
ジェフ・スタルツ
フィル
ジェイ・ポールソン (en:Jay Paulson)
ジャネット
レベッカ・フィールド
オーブリー
オデット・アナブル
アリソン
エリザベス・ボーガッシュ (en:Elizabeth Bogush)
ビッグキャット
ウォーレン・クリスティー
エミリー（ピザガール）
リンディ・ブース
レスリー
ペニー・ジョンソン・ジェラルド
ジェニー
エイミー・アッカー
コナー
ブライス・ロビンソン
ガブリエル
アーマンド・アサンテ
ボブ
トム・ベレンジャー

## エピソード・リスト
- アメリカ初放送：2007-2008年[1]
- 日本初放送：2010年10月 -

| 話数 | 題名                                         | 邦題                       |
| ---- | -------------------------------------------- | -------------------------- |
| 1    | Pilot                                        | 故郷へ                     |
| 2    | The Pros and Cons of Upsetting the Applecart | "揺り返し"の始まり         |
| 3    | Tomorrow's So Far Away                       | 小さな恋                   |
| 4    | Secrets and Guys                             | 男たちの秘密               |
| 5    | Forever. Until Now                           | 神様のプレゼント           |
| 6    | Best Friend Windows                          | フレンド・ウインドー社     |
| 7    | Let's Get Owen                               | 友を迎えに                 |
| 8    | How to Kiss Hello                            | 揺れる思い                 |
| 9    | The Infidelity Tour                          | 不倫の足跡                 |
| 10   | Deck the Howls                               | ホワイト・クリスマス       |
| 11   | Once Around the Block                        | 三角関係                   |
| 12   | Revenge of the Cupcake Kid                   | カップケーキ・キッドの逆襲 |
| 13   | Spelling It Out                              | 青いサンダーバード         |
| 14   | Dancing Days Are Here Again                  | ウソつきは仲直りの始まり   |
| 15   | We Lived Like Giants                         | 思い出のかけら             |
| 16   | Hat? No Hat?                                 | ありのままの君で           |
| 17   | Stand Alone By Me                            | アンジェラ                 |
| 18   | The Fine Art of Surfacing                    | 思いがけない訪問者         |
| 19   | As Soon As You Are Able                      | 新たな冒険                 |